# 佐世保北郵便局
佐世保北郵便局（させぼきたゆうびんきょく）は長崎県佐世保市にある郵便局。民営化前の分類では集配普通郵便局であった。

## 概要
住所：〒857-0199 長崎県佐世保市田原町18-11
民営化直前の集配業務再編において、多くの集配普通郵便局は統括センターとなったが、当局は配達センターとされたため、民営化後も郵便事業株式会社の支店は併設されず、集配センターが併設された。

## 沿革
- 1902年（明治35年）11月16日 - 大野郵便受取所として開設[1]。
- 1904年（明治38年）4月1日 - 大野郵便局（三等）となる。
- 1953年（昭和28年）12月20日 - 電話交換事務の取扱を佐世保電話局に移管[2]。
- 1969年（昭和44年）2月23日 - 和文電報配達業務を佐世保電報電話局に移管。
- 1969年（昭和44年）7月1日 - 田原郵便局に改称。
- 1978年（昭和53年）9月1日 - 特定郵便局から普通郵便局に局種別改定するとともに、佐世保北郵便局に改称。
- 1985年（昭和60年）2月25日 - 柚木郵便局から集配業務を移管。
- 2000年（平成12年）8月14日 - 外国通貨の両替および旅行小切手の売買に関する業務取扱を開始。
- 2007年（平成19年）10月1日 - 民営化に伴い、併設された郵便事業佐世保支店佐世保北集配センターに一部業務を移管。
- 2012年（平成24年）10月1日 - 日本郵便株式会社発足に伴い、郵便事業佐世保支店佐世保北集配センターを佐世保北郵便局に統合。

## 取扱内容
- 郵便、印紙、ゆうパック、内容証明
- 貯金、為替、振替、振込、国際送金、国債、投資信託
- 生命保険、バイク自賠責保険、自動車保険
- ゆうちょ銀行ATM
- 佐世保市内の一部地域の集配業務

## 周辺
- 佐世保市役所 大野支所
- 長崎県立佐世保西高等学校
- 相浦川

## アクセス
- 松浦鉄道西九州線 左石駅から西へ約500m（徒歩約6分）
- 西肥バス（させぼバスも含む） 西高校入口停留所下車
- 西九州自動車道 佐世保みなとICから北へ約7km
- 国道204号沿い
- 駐車場あり：19台